# Пожар в Калгари (1886)
Пожар в Калгари 1886 года — пожар, который вспыхнул в канадском городе Калгари в воскресенье, 7 ноября 1886 года у задней стены местного склада муки и кормов и распространился через деревянные конструкции общины, что привело к разрушению 18 зданий.
Пожар привел к изменениям в местных методах строительства, чтобы остановить вероятность и быстрое распространение будущих пожаров, включая усиление зависимости от песчаника для строительства новых сооружений, что привело к раннему прозвищу города «Город из песчаника».

## Предыстория
Город Калгари был официально зарегистрирован ровно двумя годами ранее, 7 ноября 1884 года, в соответствии с Постановлением о Северо-Западных территориях. В муниципальном правительстве царил беспорядок после событий муниципальных выборов в Калгари в январе 1886 года, в результате которых действующий мэр Джордж Мёрдок окончательно выиграл выборы, которые были отменены магистратом Иеремией Трэвисом за фальсификацию списка избирателей и назначил Джеймса Рейли мэром и заменил двух других членов совета. Ни одна из фракций не могла управлять городом.
Местное самоуправление было восстановлено за несколько дней до пожара на муниципальных выборах 3 ноября 1886 года, на которых Джордж Клифт Кинг был избран мэром.

## Пожар и последствия
Ранним утром 7 ноября 1886 года поступило сообщение о пожаре у задней стены мукомольного и кормового магазина «Пэриш и сын». Отряд «Калгари Хук», «Лестница и ведро», посланный для борьбы с огнем, ворвался в грузовой навес Канадской Тихоокеанской железной дороги, чтобы забрать конфискованный химический двигатель и начать борьбу с огнём.
В ходе борьбы с огнем Корпус решил, что необходимо сформировать противопожарную перегородку, чтобы предотвратить дальнейшие разрушения, и бывший мэр Джордж Мёрдок согласился и принял участие в сносе своего магазина сбруи. Была предпринята попытка использовать порох, чтобы взорвать магазин Мердока, однако Calgary Weekly Herald отметила, что попытка «потерпела неудачу из-за недостаточной концентрации заряда». Пожар был остановлен, а затем потушен после создания перегородки. Это был второй раз, когда Джордж Мёрдок потерял свой бизнес из-за пожара, первый случай произошел в 1871 году во время Великого пожара в Чикаго.
В конечном счете, были разрушены четырнадцать зданий или снесены с лица земли при попытке сдержать пожар, в том числе четыре магазина, три склада, три гостиницы, жестяная лавка и салон. Убытки оцениваются в 103 200 долларов; однако никто не погиб и не был ранен. Власти предположили, что это мог быть поджог, но никаких арестов произведено не было.
Чтобы снизить вероятность будущих пожаров, городские власти разработали постановление, требующее, чтобы все крупные здания в центре города были построены из песчаника, который был легко доступен поблизости из месторождения Паскапу.